# 约瑟夫·伍德罗·哈契特
约瑟夫·伍德罗·哈契特（英語：Joseph Woodrow Hatchett，1932年9月17日—2021年4月30日）是美国律师和法官。他是私人执业律师，也曾是美国联邦第五巡回上诉法院的联邦法官并在佛罗里达州最高法院和美国联邦第十一巡回上诉法院任职。

## 早年境况
约瑟夫·哈契特出生于美国佛罗里达州的克利尔沃特，曾就读于皮尼拉斯高中。哈契特的其他兄弟姐妹也同样从事公共服务事业。
约瑟夫·哈契特于1954年毕业自佛罗里达农工大学并获得文学士学位。随后他于美国陆军服役，并在1954年至1956年期间担任中尉职务。1959年，他从霍华德大学法学院毕业并获得法律博士学位。